# منتدى أنطاليا الدبلوماسي
منتدى أنطاليا للدبلوماسية (التركية: Antalya Diplomasi Forumu) (اختصارًا ADF) هو مؤتمر سنوي حول الدبلوماسية الدولية يعقد في أنطاليا، تركيا منذ عام 2021. خلال المنتدى، يتم تبادل الأفكار والآراء حول الدبلوماسية والسياسة والأعمال بين صناع السياسات والدبلوماسيين والأكاديميين.

## تاريخه
تم تأسيس منتدى أنطاليا الدبلوماسي على يد وزير الخارجية التركي مولود تشاووش أوغلو وهو يستهدف رؤساء الدول والحكومات ووزراء الخارجية وممثلي المنظمة الدولية رفيعي المستوى بالإضافة إلى ممثلين من قطاع الأعمال والعلوم والمجتمع المدني ووسائل الإعلام. كان من المقرر في الأصل عقد الاجتماع الأول في مارس 2020، ولكن تم تأجيله بسبب جائحة كوفيد-19.
في 10 مارس 2022، التقى وزير الخارجية الروسي سيرجي لافروف ووزير الخارجية الأوكراني دميتري كوليبا ووزير الخارجية التركي مولود جاويش أوغلو في أول محادثات رفيعة المستوى منذ الغزو الروسي لأوكرانيا عام 2022 في المنتدى في إطار مفاوضات السلام بين روسيا وأوكرانيا.

## الاهداف
في هذا المنتدى، الذي يعقد تحت شعار "إعادة برمجة الدبلوماسية"، يشارك كبار السياسيين والدبلوماسيين والخبراء العسكريين والأمنيين من ما يصل إلى 75 دولة لمناقشة القضايا الحالية في الدبلوماسية وسياسات الطاقة.
يهدف المؤتمر إلى معالجة القضايا العالمية الرئيسية الراهنة ومناقشة وتحليل التحديات الحالية والمستقبلية بما يتماشى مع مفهوم الأمن الشبكي. وتتمثل إحدى النقاط المحورية للمؤتمر في المناقشة وتبادل وجهات النظر بشأن تطوير العلاقات عبر الأطلسي وكذلك الأمن الأوروبي والعالمي في القرن الحادي والعشرين.
يتم تنظيم المؤتمر بشكل خاص وبالتالي فهو ليس حدثًا حكوميًا رسميًا. يتم استخدامه حصريًا للمناقشة؛ ولا يوجد ترخيص لاتخاذ قرارات حكومية دولية ملزمة. وعلاوة على ذلك، لا يوجد بيان ختامي مشترك ـ على عكس الأعراف المعتادة. ويستخدم الاجتماع رفيع المستوى أيضًا لإجراء مناقشات خلفية منفصلة بين المشاركين.

## الشراكات
لدى المنتدى شراكات مع المجلس الأطلسي، والمجلس المكسيكي للعلاقات الخارجية، ومؤتمر ميونيخ للأمن، و مدرسة إس راجاراتنام للدراسات الدولية.

## الدورات

### 2021

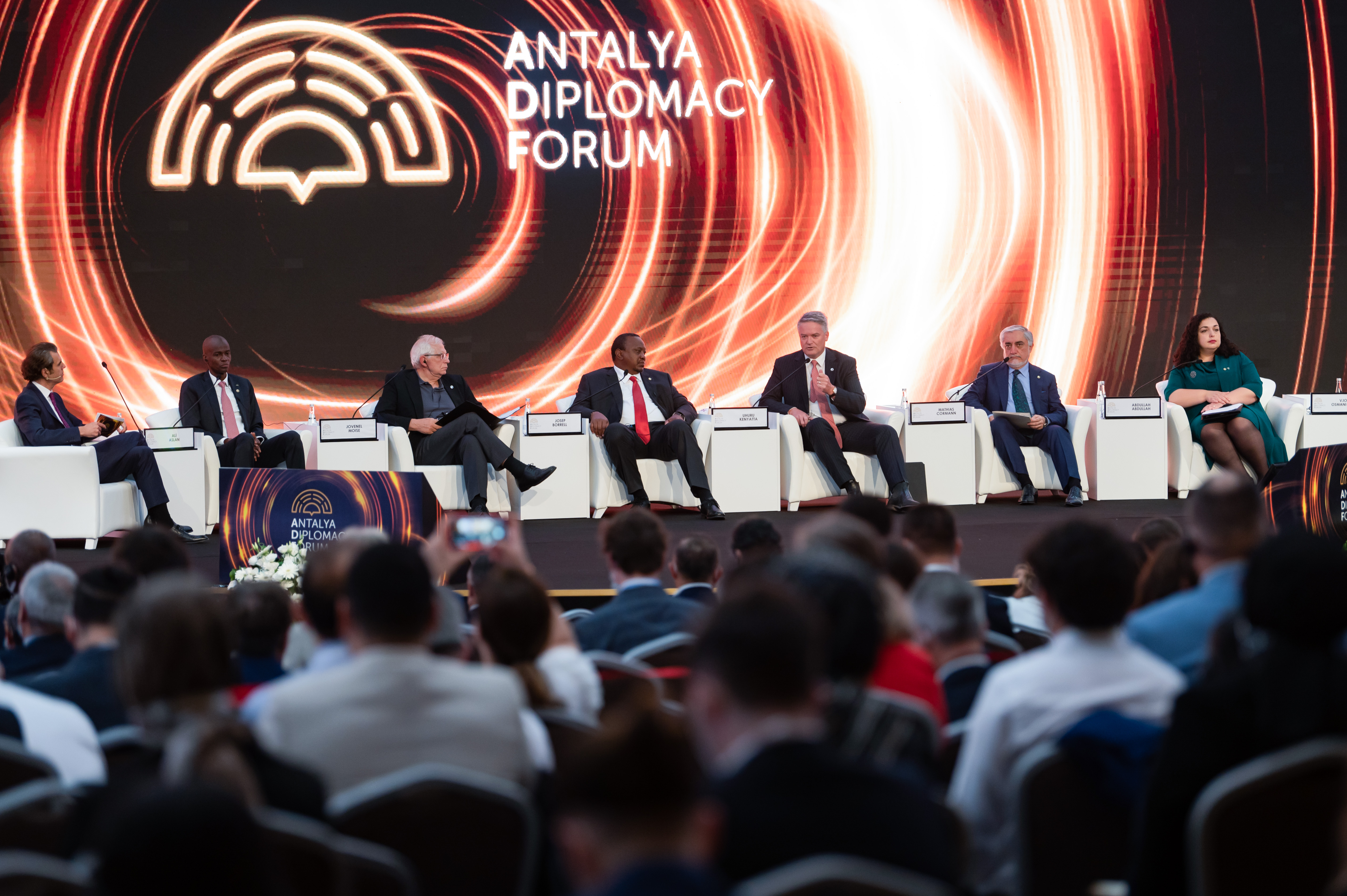
حلقة نقاشية لعام 2021 مع الممثل الأعلى للاتحاد الأوروبي بوريل والأمين العام لمنظمة التعاون الاقتصادي والتنمية كورمان ورؤساء هايتي وكوسوفو وكينيا والصومال

كان من المقرر عقد الاجتماع في مارس 2020، ولكن تم تأجيله بسبب جائحة كوفيد-19. وشارك في المنتدى 11 رئيس دولة وحكومة، و45 وزير خارجية، وحضور على المستوى الوزاري. كما حضر الفعالية نحو 60 ممثل عن المنظمات الدولية وشخصيات رفيعة المستوى، وضيوف من عالم الأعمال والأوساط الأكاديمية، و256 شاب وشابة من مختلف المراحل الدراسية، من بينهم طلاب جامعيون ودراسات عليا ودكتوراه من أكثر من 50 جامعة. وتم تنظيم جلستين للقيادات، و15 حلقة نقاش، و25 فعالية ثانوية، بما في ذلك محادثات منتدى التنمية الآسيوي، ومنتديين للشباب.

### 2022

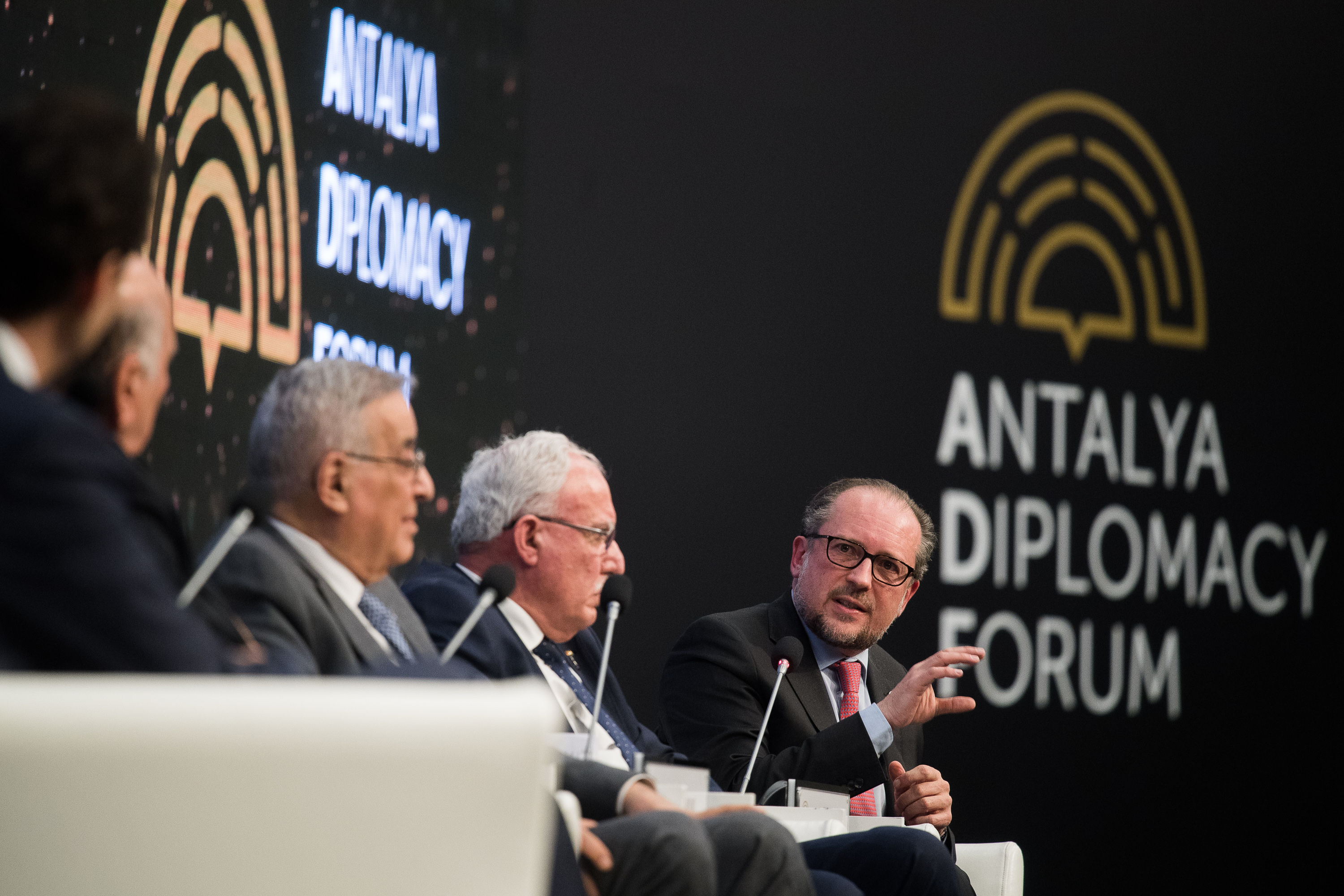
جلسة 2022 مع وزراء خارجية النمسا والعراق ولبنان

عقدت الدورة الثانية عام 2022 من المنتدى في الفترة من 11 إلى 13 مارس، تحت عنوان "إعادة برمجة الدبلوماسية". وقد حضر المؤتمر 17 رئيس دولة وحكومة، و80 وزير خارجية، و39 ممثلاً للمنظمات الدولية. وقد تم تسمية اللوحات التي أقيمت على النحو التالي:
- إعادة صياغة الدبلوماسية
- الحوكمة الديمقراطية
- القيادة والدبلوماسية
- أمن الطاقة
- الذكاء الاصطناعي، العالم الافتراضي، وكل شيء آخر
- مكافحة العنصرية والتمييز
- استقلالية استراتيجية لأوروبا؟
- التنمية في أفريقيا
- أمريكا اللاتينية ومنطقة البحر الكاريبي
- التعاون والتنافس في منطقة آسيا والمحيط الهادئ
- أفغانستان
- مواجهة التضليل الإعلامي
- الهجرة غير النظامية
- التعاون الإقليمي في الشرق الأوسط
- مكافحة الإرهاب
- تمكين المرأة
- حل النزاعات البحرية
- الاقتصاد الأخضر
- تغير المناخ والتحول في مجال الطاقة
- إعادة النظر في الأمن في أوروبا

### 2024

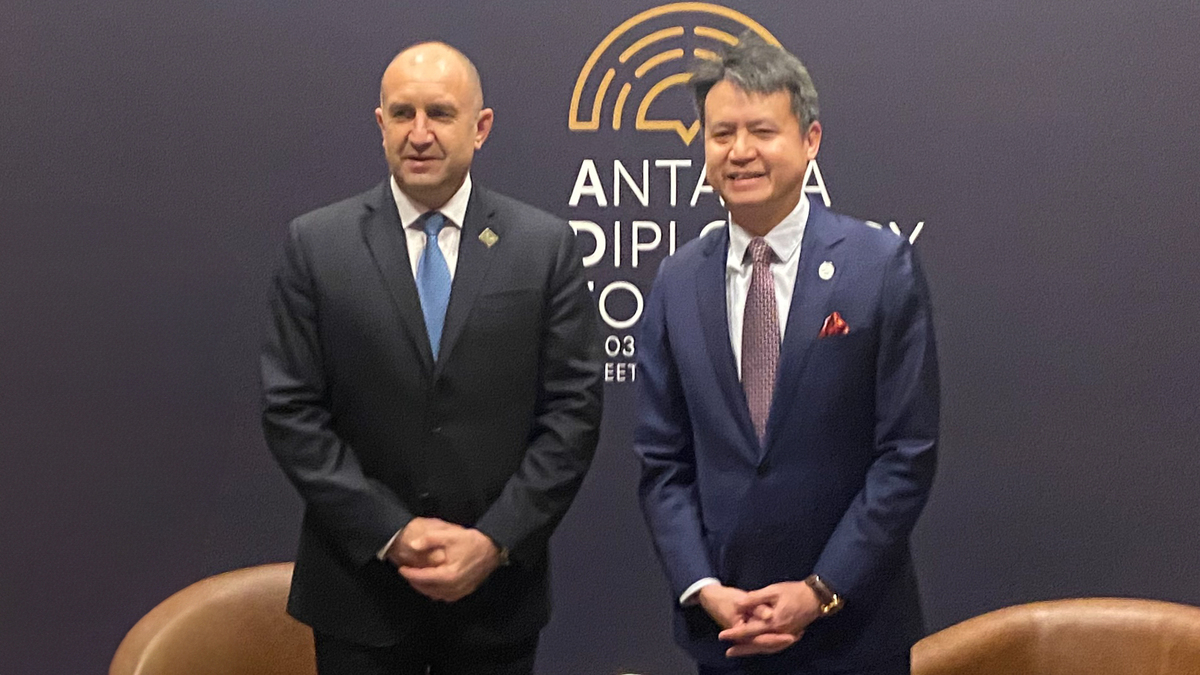
لقاء بين الرئيس البلغاري رومن راديف والمدير العام للويبو دارين تانغ على هامش المنتدى

وكان من المقرر في الأصل أن تقام النسخة الثالثة في الفترة من 10 إلى 12 مارس 2023 تحت عنوان "الدبلوماسية الفعالة من أجل السلام والنظام". تم تأجيله في البداية إلى الربع الأخير من العام بسبب زلزال تركيا وسوريا عام 2023، وتم تأجيله لاحقًا إلى 1-3 مارس 2024. كان موضوع المنتدى لعام 2024 هو "تعزيز الدبلوماسية في أوقات الاضطرابات".

### 2025
انطلقت النسخة الرابعة من المنتدى في 11-13 ابريل 2025.

## روابط خارجية
- الموقع الرسمي